# Sonny Igoe
Owen Joseph „Sonny“ Igoe (* 8. Oktober 1923 in Jersey City, New Jersey; † 28. März 2012 in Ridgewood, New Jersey) war ein US-amerikanischer Jazz-Schlagzeuger, Bandleader und Musikpädagoge.

## Leben und Wirken
Igoe hatte Unterricht bei Henry Adler und Bill West und gewann mit 18 Jahren einen von Gene Krupa initiierten Schlagzeuger-Wettbewerb. Nach seinem Militärdienst von 1942 bis 1946 begann seine Musikerkarriere bei Tommy Reed (1946/47), Les Elgart (1947) und Ina Ray Hutton (1948). In diesem Jahr gehörte er der kurzlebigen Bebop-Formation von Benny Goodman an. Anfang der 1950er Jahre spielte er u. a. in Woody Hermans Third Herd (1950–1952) und wirkte auch bei dessen Session mit Charlie Parker mit. Danach gehörte er von 1953 bis 1955 dem Charlie Ventura Quintett an und dann der Band von Billy Maxted. Auch 
arbeitete mit Tony Bennett (Cloud 7, 1955) und Chuck Wayne (String Fever, 1957). In seiner weiteren Karriere war er vor allem als Studiomusiker und als Musikpädagoge tätig; zu seinen Schülern gehörten u. a. Sue Evans und Robert Last. Anfang der 1980er Jahre war er zusammen mit Dick Meldonian Co-Leader einer Big Band, mit der er mehrere Alben für das Label Progressive einspielte. 
Sein Sohn ist der Schlagzeuger Tommy Igoe.

## Diskographische Hinweise
- Dick Meldonian and Sonny Igoe with Their Big Swing Jazz Band Play Gene Roland Music (Progressive/Circle, 1981)
- Jersey Swing Concerts (Progressive, 1982)